# 烏爾拉齊
烏爾拉齊是羅馬尼亞的城鎮，位於該國東南部，距離首府普洛耶什蒂16公里，由普拉霍瓦縣負責管轄，面積43.67平方公里，海拔高度137米，2009年人口11,421，大多數居民信奉東正教。